# Rouen Hockey Élite 76
Rouen Hockey Élite 76 (w rozgrywkach jako Dragons de Rouen) – francuski klub hokejowy z siedzibą w Rouen, występujący w Ligue Magnus. 

## Dotychczasowe nazwy
- Rouen Hockey Club (1982–1996)
- Rouen Hockey Élite 76 (od 1996)

## Sukcesy

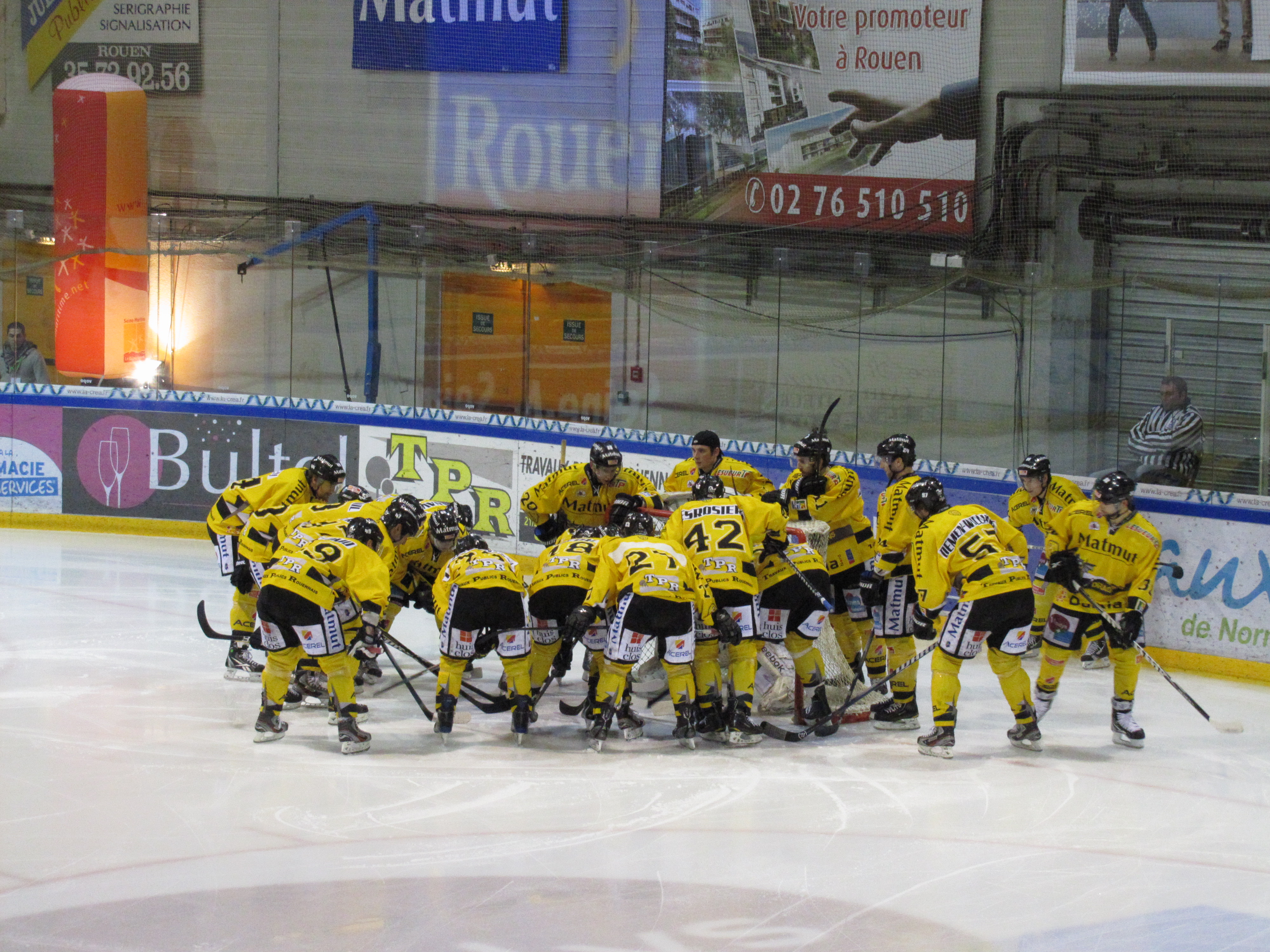
Drużyna Dragons de Rouen podczas meczu w ramach Pucharu Kontynentalnego 2011/2012 z białoruską drużyną Junost Mińsk 14 stycznia 2012

- Złoty medal mistrzostw Francji (14 razy): 1990, 1992, 1993, 1994, 1995, 2001, 2003, 2006, 2008, 2010, 2011, 2012, 2013, 2016, 2018
- Srebrny medal mistrzostw Francji (2 razy): 1991, 1996
- Puchar Francji (4 razy): 2002, 2004, 2005, 2011, 2013
- Finalista Pucharu Francji (3 razy): 2000, 2008, 2010
- Puchar Ligi (2 razy): 2008, 2010
- Finalista Pucharu Ligi (1 raz): 2007
- Trofeum Mistrzów (1 raz): 2010
- Finalista Trofeum Mistrzów (1 raz): 2008
- Turniej Sześciu Narodów (1 raz): 1996
- Finalista Trofeum Mistrzów (2 razy): 1994, 2016
- Puchar Kontynentalny (1 raz): 2012
- Drugie miejsce w Pucharze Kontynentalnym (1 raz): 2009

## Zawodnicy
W przeszłości w klubie występowali m.in. Fin Kari Jalonen, reprezentanci Francji polskiego pochodzenia: Nicolas Besch i Teddy Da Costa. Od 2013 zawodnikami klubu byli Yannick Riendeau i János Vas.